# Allinge Tekniske Skole
Allinge Tekniske Skole var en teknisk skole beliggende i Allinge på Bornholm. Bygningen var fra 1970'erne til 1. december 2017 benyttet til folkebibliotek under navnet Allinge Bibliotek.

## Historie
I 1893 blev Allinge-Sandvig Haandværker- og Industriforening stiftet. Den besluttede at opføre en teknisk skole i byen, og valgte den bornholmske arkitekt Mathias Bidstrup til at tegne bygningen, med August Kofoed som bygmester. Skolen blev indviet den 28. december 1895. 

### Bibliotek
I begyndelse af 1970'erne blev bygningen overtaget af Allinge-Gudhjem Kommune, der indrettede folkebibliotek på stedet. Indtil 1. december 2017 drev Bornholms Regionskommune Allinge-filialet af Bornholms Folkebiblioteker i bygningen. I 2016 havde kommunen den 3. tirsdag i hver måned borgerservice åben i tre timer på biblioteket. Efter at bibliotekets 15.000 bøger i december 2017 var blevet flyttet til det nye kombinerede folke- og skolebibliotek på Kongeskærskolen, var det planen at kommunen vil sælge bygningen.